# Zoologija
Zoologíja (grško zoon - živo bitje + λόγος: lógos - veda + pripona ια) je naravoslovna veda, poddisciplina biologije, ki preučuje živali. Preučuje njihov način hranjenja, razmnoževanja, zgradbo telesa ter telesni razvoj, embriologijo, navade in interakcijo z ekosistemom v katerem živijo. Ker je zoologija zaradi raznolikosti živali preobsežna, da bi jo lahko obvladal posameznik, se nadalje deli v več poddisciplin, ki se razlikujejo bodisi po preučevani živalski skupini (ornitologija, entomologija, herpetologija itd.), bodisi po pristopu (ekologija, etologija, fiziologija, paleozoologija, zoogeografija itd.).
Znanstvenik, ki deluje na področju zoologije, je zoolog.

## Slavni zoologi
Po abecednem vrstnem redu
- Aristotel
- Georges Cuvier
- Charles Darwin
- Dian Fossey
- Jane Goodall
- Ernst Haeckel
- Thomas Henry Huxley
- William Kirby
- Carl Linnaeus
- Konrad Lorenz
- Ernst Mayr
- Edward Osborne Wilson
- Alfred Russel Wallace